# Bloor-Yonge
Bloor-Yonge es una estación de la línea 1 Yonge-University y la línea 2 Bloor-Danforth del metro de Toronto, situada cerca de la intersección de las calles Bloor y Yonge. Es la estación más concurrida de la red de metro de la ciudad, con una afluencia de alrededor de 200.000 pasajeros en un día laborable.

## Historia
La estación fue inaugurada en 1954 y diseñada por Charles B. Dolphin. Originalmente se llamaba "Bloor" y estaba conectada con un par de plataformas cerradas en el centro de la calle para permitir el intercambio con los tranvías de la calle Bloor. Cuando los tranvías fueron reemplazados por la línea de metro Bloor-Danforth en 1966, la estación comenzó a mostrarse en los mapas como "Bloor-Yonge". Sin embargo, los letreros del andén todavía muestran "Bloor" en la línea Yonge-University y "Yonge" en la línea Bloor-Danforth, siguiendo la misma nomenclatura que las estaciones del metro de Nueva York.
En 1996, junto con las estaciones Union y Downsview, se convirtió en una de las primeras de la ciudad en ser accesible para minusválidos.